# The Mad Monk
The Mad Monk (en chino, 濟公; pinyin, Jì Gōng) es una película hongkonesa dirigida por Johnnie To, estrenada el 29 de julio de 1993. Fue protagonizada por Stephen Chow, Maggie Cheung, Anthony Wong, Kirk Wong y Ng Man Tat, entre otros. Se trata de una comedia centrada en el monje Ji Gong, una figura popular del folclore chino, mientras trata de cumplir una misión encomendada por los dioses para cambiar el destino de un mendigo, una prostituta y un villano en tres días, y así evitar el castigo por hacer bromas maliciosas a otros dioses.

## Argumento
En el mundo celestial, los dioses se quejan ante el Emperador de Jade sobre las bromas maliciosas de Dragon Fighter Lohan (Stephen Chow). El Emperador convoca a Dragon y este se excusa por su mal comportamiento, además de reprender a los dioses por sus horribles juicios sobre la humanidad e insiste en que él mismo podría hacer un mejor trabajo. El Emperador de Jade refuta el argumento de Dragon, y decide desterrarlo al mundo mortal y hacer que reencarne en un animal. Sin embargo, Guan Yin (Anita Mui), la diosa de la compasión, interviene en su favor para salvarle de dicho castigo. El Emperador de Jade le encomienda entonces una misión para cambiar el destino de un mendigo, una prostituta y un villano; los tres condenados a vivir de esa forma durante nueve encarnaciones, y sólo si logra salvarlos será perdonado. Antes de partir, Guan Yin le otorga un abanico mágico que solo puede usarse tres veces al día para ayudarle en su misión. Sin embargo, Dragon es empujado del cielo por un soldado sin el abanico.
Dragon reencarna en el mundo mortal y crece hasta la edad adulta. Mientras tanto, su amigo Tiger Fighter Lohan (Ng Man-tat) solicita la ayuda de un soldado celestial llamado Unicornio (Wong Yut-fei) para que lo ayude a reencarnarse en la tierra y de esa forma entregar a Dragon el abanico mágico. Tiger reencarna en un bebé y el soldado celestial usa su aliento mágico para hacer que crezca hasta llegar a la edad adulta, pero sus habilidades mentales siguen siendo la de un bebé. Los padres terrenales de Dragon adoptan a Tiger y lo tratan como a un hijo pequeño.
Dragon recupera sus recuerdos después de ser golpeado por un rayo y se encuentra con la prostituta Xiao-yu (Maggie Cheung), el mendigo Ta Chung (Anthony Wong) y el villano Yuan Ba-tian (Kirk Wong). Tiger recupera sus recuerdos cuando las nubes bloquean la luna y le entrega a Dragon su abanico mágico antes de verse obligado a regresar al mundo celestial. Dragon trata de hacer que Ta Chung recupere su dignidad, persuadir a Xiao-yu para que cambie de oficio y convencer a Yuan para que siga el camino de Buda, sin embargo, todos sus intentos fracasan y pronto descubre que cambiar el destino de las tres almas desafortunadas no será tarea fácil.

## Reparto
- Stephen Chow como Ji Gong/Dragon Fighter Lohan/Lee Xu-yuen
- Maggie Cheung como Bai Xiao-yu
- Anthony Wong como Chu Ta Chung
- Kirk Wong como Yuan Ba-tian
- Ng Man-tat como Tiger Fighter Lohan
- Wong Yut-fei como Unicornio
- Anita Mui como Guan Yin
- Lo Hoi-pang como Xiwangmu
- Philip Chan como Erlang Shen
- Lau Tin-chi como Emperador de Jade
- Huang Xin como Yue Lao
- Zeng Jin-rong como Cai Shen
- Zheng Jia-sheng como Zao Shen
- Yang You-xiang como Yanluo Wang
- Michael Chan como Tudigong
- Chen Zhi-liang como Hei Luo-sha